# Granada nos Jogos Olímpicos de Verão de 1992
Granada competiu nos Jogos Olímpicos de Verão de 1992 em Barcelona, Espanha.

## Resultados por Evento

### Atletismo
100 m masculino
- Gabriel Simeon
  - Eliminatórias — 11.10 (→ não avançou, 65º lugar)

Salto em distância masculino
- Eugene Licorish
  - Classificatória — 7,60 m (→ não avançou, 13º lugar)